# 四宮和夫
四宮 和夫（しのみや かずお、1914年10月31日 - 1988年4月28日）は、日本の法学者。専門は民法・信託法。学位は、法学博士（東京大学、1962年）（学位論文「信託法」）。我妻栄門下。弟子に能見善久など。

## 人物
香川県三豊郡観音寺町生まれ。歩く通説と呼ばれた指導教官の我妻に対し、歩く反対説とも呼ばれた。四宮の反対説の提示によって初めて論点化された論点も多く、日本の民法学に多大な貢献をもたらした。信託法の研究の第一人者であり、その地位は弟子の能見に受け継がれている。

## 学説
後掲『請求権競合論』は、債務不履行と不法行為等の請求権競合問題に関する論文で、民事訴訟法学における訴訟物における旧訴訟物理論・実体法説と新訴訟物理論・訴訟法説の対立を踏まえた上で、民法学の見地から新訴訟物理論の考え方を取り入れ、債務不履行と不法行為の要件及び効果を利益衡量の上一本化すべきとして新実体法説（のうち、全規範統合説）を主張した。
奥田昌道が提唱した請求権二重構造説と同じ発想に立つ見解であるが、四宮は、奥田説では効果についてのみ規範が統合されるにすぎず不徹底であるとし、要件および効果を含め請求権競合問題全般についてすべての規範を統合すべきと主張した。
利益考量論を主張した星野英一から発想としてはほぼ到達点に達していると評価されている。四宮は、一般論として、星野と同じく利益衡量によって具体的規範を提示するとしながらも、思考と伝達の経済を考慮し、その理由についてはできるかぎり単純な命題に置き換えるべきだと主張してやや我妻に近い立場を表明している。

## 経歴[3]
- 1927年 多度津尋常小学校（現・多度津町立多度津小学校）卒業
- 1930年 専門学校入学者検定試験合格
- 1931年 麻布中学校第四学年修了
- 1935年 第一高等学校文科甲類卒業
- 1937年 高等試験司法科合格
- 1938年 東京帝国大学法学部法律学科卒業、同助手
- 1941年 同助教授
- 1950年 病気療養のため東京大学退職
- 1952年 神奈川大学法経学部講師
- 1953年4月 同教授
- 1959年4月 立教大学法学部教授
- 1962年 法学博士（東京大学）（学位論文「信託法」)
- 1966年 公務員上級試験考査委員
- 1970年 東京大学法学部教授
- 1973年 司法試験第二次試験考査委員
- 1975年4月 新潟大学法学部教授
- 1978年4月 成城大学法学部教授
- 1988年4月28日 急性硬膜下血腫のため死去[1]

## 著書

### 体系書
- 『民法総則 第4版』（弘文堂、1986年、初版1972年）（4版補訂版以降は能見善久が共著の形式で加筆）
- （能見善久共著）『民法総則 第8版』（弘文堂、2010年）
- 『事務管理・不当利得』（青林書院、1981年）
- 『不法行為』（青林書院、1987年）
- 『信託法』（有斐閣法律学全集、新版 1989年）

### 論文集
- 『戰後における判例不法行爲法』（日本評論社、1956年）
- 『信託の研究』（有斐閣、1965年）
- 『請求権競合論』（一粒社、1978年）
- 『四宮和夫民法論集』（弘文堂、1990年）